# Thomas Amlong
Thomas Amlong, né le 15 juin 1935 à Fort Knox et mort le 26 janvier 2009 à New Haven, est un rameur d'aviron américain.

## Carrière
Thomas Amlong participe aux Jeux olympiques de 1964 à Tokyo et remporte la médaille d'or en huit, avec Joseph Amlong, William Knecht, Harold Budd, Emory Clark, Stanley Cwiklinski, William Stowe, Hugh Foley et Robert Zimony.